# ゴルゴ松本
ゴルゴ松本（ゴルゴ まつもと、本名：松本政彦〔まつもと まさひこ〕、1967年〈昭和42年〉4月17日 - ）は、日本のお笑いタレント、漢字研究家。お笑いコンビ「TIM」のメンバーで、ボケ担当。 「悪役商会」の元メンバー。
埼玉県深谷市（旧:大里郡花園町）出身。ワタナベエンターテインメント所属。血液型はA型、身長167cm。深谷市親善大使。

## 来歴
- 深谷市立花園小学校、深谷市立花園中学校、埼玉県立熊谷商業高等学校卒業。
- 高校時代は野球部に所属し甲子園出場経験（1985年春の大会）を持つ。本大会ではレギュラーメンバーではなかったものの、主に一塁ベースコーチを務めた（守備位置はサード）。同級生でエースピッチャーの原口哲也は、後に西武ライオンズに入団した。
- この時期、1986年3月2日放送の「元気が出るテレビ」内の青春ドラマ（熊谷商業の卒業式の回）に不良高校生としてバイクに乗ってテレビ出演した。セリフ（『あれ？　校長先生、聞いてないんですか？　俺たち3年は卒業式なんてやんないですよ』）もあり、「3年2組　松本政彦君」と紹介クレジットも入っていた。
- 高校を卒業後、本名の松本政彦名義で俳優グループ「悪役商会」に加入。
- 1990年、アパートの隣の部屋に引っ越してきた吉田永憲（のちのレッド吉田）と出会い、1994年に吉田と「TIM」を結成[1]。
- なお「ゴルゴ松本」という芸名は、新人時代にマンガ「ゴルゴ13」をモチーフにしたネタをやっていたことに由来する。
- 2005年7月に、同窓会で再会した高校時代の同級生の女性と結婚。
- 2011年からボランティアで少年院での「命の授業」と題した活動を始め、メディアにもたびたび取り上げられるようになる。2015年にはこの活動をまとめた著書『あっ!命の授業』を出版[3]。
- 2018年11月、法務省より、法務省矯正支援官を委嘱される[4]。

## 芸風
老若男女問わず笑せることができる一発ギャグ、「命」「炎」などの「人文字ギャグ」で人気を博す。顔のインパクトを活かした「顔芸」も得意としている。かつてはモヒカンヘアでチョビヒゲを生やしており、さまぁ〜ずの大竹一樹に「ひげキューピー?お前ひげキューピー?」と訊かれたことがある。その後、チョビヒゲのほうは映画「ピーナッツ」出演に際して剃ってしまった。
主なギャグ
- 命
- 炎
- す
- いのしし
- シャネル
- 偏〜差値7
- 扁〜桃腺腫れちゃった
- イテテテテ4
- にゃぁー!!（ネコのまね）
- ワロタ〜〜（歯を出した顔）
- 邪馬台国
- チンパンジーの腹筋（イロモネアで誕生）
- ∞放屁（自在のタイミングで無限に放屁出来る）

他にも番組のお笑いトーナメントの決勝でネタをほぼ使い果たした松本が、相方のレッド吉田のネタを使って（吉田からのアドバイスによるもの）優勝したことがある。

## 人物
- 体毛が濃く、特に胸毛が非常に濃い。
- かつてはチョビヒゲをトレードマークとし、テレビ出演時はよく葉巻を咥えていた。チョビヒゲはネプチューンの堀内健に勧められて行ったもので、葉巻はボキャブラ天国の初回収録時に司会のヒロミから「スーツやタキシード着て葉巻でも咥えてやった方がいいぞ」と言われて実行したもの。
  - 実はタバコは嫌いだった。愛煙家の多いお笑い芸人仲間に対して、タバコの吸い過ぎを咎めたりする程の嫌煙家であった。また酒もほとんど飲むことが出来ず、ビールをコップ1〜2杯程度の酒量でダウンする。
  - 3年間ほど肉を食べなかった時期がある。理由は、もともと酒も煙草もやらないため、「何かを止めてみたくなった」からという。ただし2015年の『内村さまぁ～ず』#221「神保町カレー屋さんはしご旅！！」の3軒目では手作りカレーを披露し、採点の途中タバコを吸っている姿を見せている。
- 豪快で男性的な芸風や見かけに似合わず、非常に神経質かつ潔癖症な性格。「内村プロデュース」（テレビ朝日系）では突然訪問した結婚前の自宅も、非常に綺麗で掃除がいき届いており、洗濯物もきちんとたたまれ、またケーキを始めとした茶菓子まで常備されており、内村以下メンバーもびっくりするというシーンがあった。三村マサカズが悪戯で醤油をこぼした時には、悲鳴をあげて必死に拭き取っていた。
- 愛車は黒のクライスラー・300C。

野球・スポーツ
- 前述の選抜高等学校野球大会で敗退した際に大量（約20キロ）の甲子園の土を持ち帰った。このため、持ち帰れる土の量について、厳しくなったとしている[5]。
- 2005年1月3日放送の「徳光&所のスポーツえらい人グランプリ」の対決企画で、投手として読売ジャイアンツの阿部慎之助に挑戦した。このとき困難な投法である背面投げを試み、見逃しストライクをとっている[6]。
- 先輩にタメ口を使うことがあるが、根は「体育会系」で上下関係に非常に厳しい。同じ所属事務所の後輩芸人たちに対しては、挨拶から女性の口説き方まで厳しい教育指導を行っている。
- 趣味・特技はゴルフで、セミプロ級の腕前。プロゴルファーの片山晋呉に似ていると言われた事から、バラエティなどでテンガロンハットを被ることが多い。本格的にゴルフを始めたのは2003年。その年の年初には130台後半だったスコアを1年で50縮め80台になったと2003年12月の『内村プロデュース』の中で語っている。
- TV番組「ウッチャンナンチャンのウリナリ!!」の企画「ウリナリ芸能人社交ダンス部」で小池栄子とペアを組み1級を獲得。国内タイトルも獲得した。また、2005年にイギリスで開かれたブラックプールダンスフェスティバルにも出場している。

若手時代のエピソード
- 若手のときに天才・たけしの元気が出るテレビ!!に出演し、他の若手芸人が尻込みするなかで東尋坊からのダイブを成し遂げた。
- 若手時代、経堂のオリジン弁当(現在は閉店)でアルバイトをしており、常連客に当時読売ジャイアンツに在籍していた木田優夫がいた。木田との面識はなかったが、木田だとわかっていた松本は激励のつもりでいつも大盛りにしていたため、木田もそのサービスに関して覚えていた。
- よゐこの濱口優も経堂付近に住んでいた若手時代、店員として働いていた松本に接客を受けた事がある。その際、味噌汁の大盛りをサービスしてもらったが、容器いっぱいに入れられたため、自宅に戻った時にはフタが外れてしまい、ほとんど溢れてしまっていたという。

ブレイク後のエピソード
- 2007年8月26日執行の埼玉県知事選挙のキャンペーンキャラクターを務めたが、吉川春子候補（日本共産党元参議院議員で、同党推薦を受け出馬したものの、落選）に、「男性だけがポスターに出ているのは、男女共同参画社会の趣旨からして問題ではないか」と批判された。
- 2011年から、ボランティアとして少年院の慰問を続けている。「命の授業」[7] と銘打ち、TIMの「人文字ギャグ」同様、漢字を分解したり足したりして、人生訓をわかりやすく説明する。

## 出演

### テレビバラエティ
現在のレギュラー
- 夢対決!とんねるずのスポーツ王は俺だ!スペシャル（2013年6月30日 - 、テレビ朝日） - 『リアル野球BAN』レギュラー（2013年1月2日まではレッドも出演していたが、それ以降はゴルゴのみ出演）
- 有吉ゼミ（2014年4月28日 - 、日本テレビ） - 『激辛グルメ』として出演

過去のレギュラー
- ウッチャンナンチャンのウリナリ!!（2001年6月 - 2002年3月、日本テレビ）
- 天才てれびくんMAX（NHK教育、2003年3月 - 2007年3月）レギュラー
- 所さんの学校では教えてくれないそこんトコロ!（2005年10月21日 - ？、テレビ東京）『巨大ハンター』担当レポーター
- 2時っチャオ!（2006年10月2日 - 2009年3月26日、TBSテレビ）月曜レギュラー
- 新説!?日本ミステリー（2008年4月22日 - 2009年3月24日、テレビ東京）司会:百虎役
- 毎日かあさん（2009年4月1日 - 2012年3月25日、テレビ東京）実写パート
- JIDAI MAP MEETING（2011年4月1日 - 2013年12月27日、FM京都）
- TV・局中法度!（2012年10月 - 2013年3月、テレビ神奈川・千葉テレビ放送・テレビ埼玉・サンテレビジョン）「戦国寿司」の寿司屋店主
- ニッポン・ダンディ（2013年7月9日 - 2014年3月26日、TOKYO MX）火曜ダンディ → 水曜ダンディ
- バラいろダンディ（2014年4月1日 - 9月23日、TOKYO MX）火曜ダンディ
- 夕方LIVE!キニナル（2017年6月5日 - 2018年12月21日、東日本放送）- 月曜MC（2018年3月まで火曜MC兼任）

### クイズ番組
- ネプリーグ (2005年8月15日-2010年3月29日、3回出演、フジテレビ)

### テレビドラマ
- ザ・刑事 第5話「熱き友情!南米から来た謎の男!」（1990年、テレビ朝日）ヤクザ役・松本政彦名義
- 木曜ゴールデンドラマ「小指の思い出」（1991年、日本テレビ）ヤクザ役・松本政彦名義
- 裏刑事-URADEKA- 第5話「宝石強盗犯の妹を救え！」（1992年、ABC・松竹芸能）中光物産・ボディーガード役・松本政彦名義
- 往診ドクター事件カルテ 第2話（1992年、テレビ朝日）ヤクザ役・松本政彦名義
- 愛なんていらねえよ、夏（2002年7月12日 - 9月13日、TBS）一条晴男役
- まんてん（2002年9月30日 - 2003年3月29日、NHK朝の連続テレビ小説）真辺峰男役
- 妻たちからの三行半〜夫たちの(秘)離婚回避マニュアル〜（2008年2月1日、フジテレビ 金曜プレステージ）実原直人役
- ケータイ捜査官7 第13話（2008年7月9日、テレビ東京）ボス役
- ふたつのスピカ（2009年6月18日 - 7月30日、NHKドラマ8）大西耕次郎役
- 新春ドラマスペシャル「福助」（2010年1月4日、東海テレビ）石橋役

### 映画
- 夜逃げ屋本舗（1992年）ヤクザ役
- ピーナッツ（2006年）勝田一鉄役
- 有吉の壁 カベデミー賞 THE MOVIE「万引き裸族」（2022年6月11日、ライブビューイングジャパン）[8]
- 翔んで埼玉 〜琵琶湖より愛をこめて〜（2023年11月23日、東映）JR京浜東北線代表 役[9]

### オリジナルビデオ
- ベレッタM92F 凶弾（1990年）
- 悪役商会 狼たちの仁義（1991年）
- DiGi mation 4 天外魔境 電々の伝 電脳電撃カブキ伝（1993年）足元三彦役 ※TIM結成前。レッド吉田とともに役者として出演。

### テレビアニメ
- こちら葛飾区亀有公園前派出所 ヨーロッパ横断！麗子救出大作戦（2002年、フジテレビ）本人役

### 劇場アニメ
- クレヨンしんちゃん 嵐を呼ぶ!夕陽のカスカベボーイズ（2004年）NO PLAN（本人役）
- 劇場版ポケットモンスター ダイヤモンド&パール ギラティナと氷空の花束 シェイミ（2008年）ジバコイル役 ※ゴルゴ所長名義

### ラジオ
- ラジオ深夜便「明日へのことば・お笑い芸人"命"の授業」（2015年6月28日=27日深夜　NHKラジオ第1放送・NHK-FM放送同時。同9月21日=20日深夜に再放送）

## 著書
- あっ!命の授業（2015年4月23日、廣済堂出版）ISBN 978-4331519356[3]
- ゴル語録 命を磨くための50の言葉（2016年10月13日、文藝春秋）ISBN 978-4163905310